# Lỗ Thục
Lỗ Thục (tiếng Trung: 魯淑; bính âm: Lu Shu; 217 - 274), là tướng lĩnh Đông Ngô thời Tam Quốc trong lịch sử Trung Quốc.

## Thời Ngô
Lỗ Thục quê ở huyện Đông Thành, quận Lâm Hoài, Từ Châu, là con trai của trọng thần Giang Đông Lỗ Túc. Năm 217, Lỗ Túc qua đời, Thục mồ côi từ trong bụng mẹ.
Khi lớn lên, Lỗ Thục theo Nhu Tu đốc Trương Thừa, được Thừa khen ngợi tương lai nhất định có thể thỏa được chí lớn. Trong những năm niên hiệu Vĩnh An (258-264), thời Tôn Hưu, Lỗ Thục được phong chức Chiêu Vũ tướng quân, Vũ Xương đốc, tước Đô đình hầu.
Trong những năm niên hiệu Kiến Hành (269-272) thời Tôn Hạo, Lỗ Thục chuyển chức Hạ Khẩu đốc. Năm 273, Tôn Hạo phái quân đánh Dự Châu của Tấn, sai Hạ Khẩu đốc Lỗ Thục bao vây Dặc Dương, Vũ Xương tả bộ đốc Tiết Doanh tấn công Tân Tức, bên ngoài tuyên bố là hơn mười vạn quân. Chinh Lỗ tướng quân Vương Hồn của Tấn dẫn quân lặng lẽ vượt sông Hoài, bất ngờ tập kích, đánh tan quân Ngô.
Một năm sau (274), Lỗ Thục chết bệnh, quân đội do con trai Lỗ Mục kế thừa.

## Gia đình
- Lỗ Mục (魯睦), con trai của Lỗ Thục. Năm 274, tập tước Đô đình hầu, thay cha thống lĩnh bộ khúc.[2]

## Nhận xét
Trần Thọ đánh giá: Sở tại nghiêm chỉnh, có năng lực.

## Trong văn hóa
Lỗ Thục không xuất hiện trong tiểu thuyết Tam quốc diễn nghĩa của La Quán Trung.